# 宇田泰三
宇田 泰三（うだ たいぞう、1947年 - ）は、日本の化学者。大分大学工学部名誉教授、元宇部興産（現・UBE）中央研究所診断薬研究室長。

## 経歴
出生から修学期
1947年生まれ。九州大学大学院工学研究科応用化学専攻で学び、1974年に博士課程を修了。
化学研究者として
1974年、宇部興産（現・UBE）株式会社に入社。1975年6月、学位論文『低級オレフィンの酸化的脱水素二量化芳香族化反応に関する研究』を九州大学に提出して工学博士号を取得。1976年、ウィスコンシン大学に博士研究員として在外研究。1986年、宇部興産株式会社中央研究所・診断薬研究室長。
1994年、広島県立大学生物資源学部教授に転じた。2007年からは大分大学工学部応用化学科教授。2012年に大分大学を退任し、名誉教授となった。

## 研究業績
2005年9月に、世界ではじめてインフルエンザウイルスを無効化するスーパー抗体酵素（Antigenase）を作り出すことに成功した。このスーパー抗体酵素は、抗体でありながら酵素作用を持っており、狙った蛋白質を天然酵素に近い活性で破壊することができる。スペイン風邪とアジア風邪の二種類のインフルエンザウイルスを無効化することが確認されており、さらに数種類のインフルエンザウイルスにも効果があるとみられている。